# Smicridea truncata
Smicridea truncata är en nattsländeart som beskrevs av Oliver S. Flint Jr. 1974. Smicridea truncata ingår i släktet Smicridea och familjen ryssjenattsländor. Inga underarter finns listade i Catalogue of Life.